# Tian Yimin
Tian Yimin (chiń. 田逸民) – chiński dyplomata.
Ambasador Chińskiej Republiki Ludowej w Republice Gabońskiej od stycznia 1985 do lutego 1989. Jednocześnie był akredytowany w Demokratycznej Republice Wysp Świętego Tomasza i Książęcej. Następnie ambasador w Republice Rwandy między majem 1989 a majem 1993.